# Vus
Vus es una población rural de la municipalidad de Crna Trava, en el distrito de Jablanica, Serbia.

## Superficie
Posee una superficie de 3,565 kilómetros cuadrados.

## Demografía
Hasta 2011 la población era de 8 habitantes, con una densidad de población de 2,244 habitantes por kilómetro cuadrado.